# Bromelia ignaciana
Bromelia ignaciana är en gräsväxtart som beskrevs av Roberto Vásquez och Pierre Leonhard Ibisch. Bromelia ignaciana ingår i släktet Bromelia och familjen Bromeliaceae.
Artens utbredningsområde är Bolivia. Inga underarter finns listade i Catalogue of Life.